# Ciudad de Salamanca

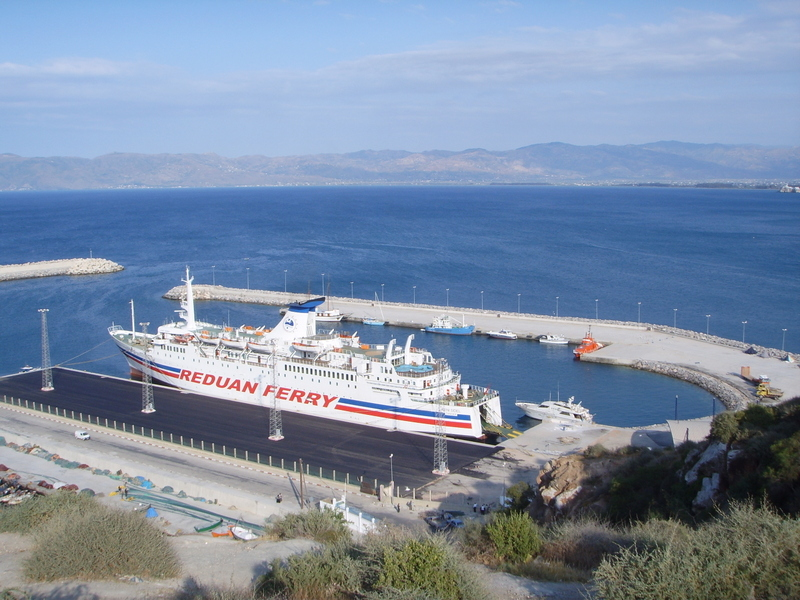
Beni Sidel a la compañía naviera Reduan Ferry

El Ciudad de Salamanca era un transbordador de la compañía naviera española Trasmediterránea, que entró en servicio en 1982 y lo operó hasta 2007. Luego operó como Beni Sidel hasta que fue apartado del servicio en 2009. Tras un período de inactividad de cuatro años, el transbordador fue desguazado en 2013 en Aliağa en Turquía.

## Historia
La construcción del Ciudad de Salamanca fue encargada el 26 de septiembre de 1979 y la quilla se colocó el 22 de octubre del mismo año en el astillero de la Unión Naval de Levante en Valencia con el número 142. La nave fue botada el 17 de junio de 1981. Fue entregado a Trasmediterránea el 15 de junio de 1982 y puesto en servicio en la ruta de Valencia a Palma cuatro días después. El transbordador pertenecía a una serie de seis naves puestas en servicio entre 1972 y 1984.
En los 25 años siguientes, el Ciudad de Salamanca se utilizó en varias rutas, la más reciente desde junio de 2006 entre Alicante y Orán.
En abril de 2007, el buque fue vendido bajo el nombre de Beni Sidel a la compañía naviera Reduan Ferry, con sede en Marruecos, y, tras una estancia en el astillero en junio del mismo año, se puso en servicio entre Málaga y Alhucemas. En 2009, el transbordador terminó su servicio activo y a partir de entonces quedó sin uso en el puerto de Nador. Después de cuatro años, el Ciudad de Salamanca fue desmantelado y trasladado a Aliağa en Turquía para su desguace, a donde arribó el 14 de mayo de 2013.